# Ramses II (carro armato)
Il Ramses II è un carro armato da combattimento progettato per l'esercito egiziano; fu originariamente chiamato T-54E (T-54 "Egyptian"). Un primo prototipo fu mandato in Egitto, dove 160 unità vennero prodotte con i progetti di ampliamento delle unità.
Nelle prime fasi, l'aggiornamento era concentrato solo sulla potenza di fuoco e nella mobilità del veicolo, mentre le fasi successive inclusero anche l'incremento del livello di protezione. Lo scafo del carro fu modificato per ospitare il nuovo motore che aveva molto in comune con quello usato dal M60A3 (l'MBT più usato dalle forze armate egiziane), di conseguenza fu aggiunto un nuovo treno di rotolamento. Il carro è armato con la stessa arma principale usata dal M60A3 egiziano. In più il carro usa un sofisticato sistema per il controllo del fuoco.

## Storia dello sviluppo
Nel novembre del 1984, all'americana Teledyne Continental Motors fu affidato un contratto per aggiornare la potenza di fuoco e la mobilità di un singolo carro T-54/55. Questo fu originariamente chiamato T-54E ma fu successivamente rinominato in Ramses II. Il primo prototipo di Ramses II fu mandato in Egitto nel gennaio 1987 per dei collaudi sulla mobilità e sulla potenza di fuoco e questi furono completati nel tardo 1987. Successivamente nel 1989, l'Egitto firmò un accordo di assistenza tecnica con la TCM per supportare i test del Ramses II, che cominciarono nell'estate del 1990. Il carro entrò finalmente in produzione/conversione nel 2004-2005 con 260 unità modificate fino ad ora dal ceppo di T-54 disponibili nell'arsenale dell'Esercito egiziano.

## Specifiche

### Sistema controllo di tiro
È stato installato un sistema laser di controllo del tiro SABCA Titan Mk I che include:
- Un mirino Avimo TL10-T modificato che incorpora il rilevatore di gittata laser
- Un display oculare CRT integrato con grafica alfanumerica
- Un doppio elaboratore digitale SABCA originale
- Un mirino notturno con intensificazione periscopica dell'immagine
- Un nuovo sistema di comunicazione.

### Mobilità
La parte dello scafo è stata modificata per accogliere il nuovo carico d'alimentazione, che consiste in:
- Un diesel TCM AVDS-1790-5A turboalimentato da 908 hp (che ha l'80% in comune con il motore del M60A3)
- Una trasmissione Renk RK-304
- Due nuovi tubi di scappamento, ognuno dei due ai lati dello scafo posteriore, che prendono il posto del singolo scarico nel lato sinistro dello scafo
- Un nuovo serbatoio per il carburante. Come risultato dell'allungamento dello scafo (il Ramses II è circa un metro più lungo del T-54/55 e ha una ruota in più per ogni lato)
- Una nuova trasmissione finale
- Una nuova sospensione idro-pneumatica in-arm General Dynamics Land System, Modello 2880.

### Armamento
- La sistemazione del cannone ha subito le seguenti modifiche:

1. La stabilizzazione del cannone e della torretta sono fornite da un HR Textron Incorporated americano
2. L'originale cannone DT-10T è stato sostituito  dal 105mm M68 che era già montato nel M60A3 egiziano

La culatta originale del 100mm DT-10T è stata conservata e modificata; è stato modificato, inoltre, l'apparato del rinculo
1. Un accenno di modifica al muso è stato apportato

Una luce da ricerca M60 day/night è stata montata sopra il cannone da 105mm
1. È stata aggiunta una vista IR per il cannoniere e per il guidatore
2. Un intensificatore d'immagine per il comandante
3. Un rilevatore di gittata laser computerizzato per il cannoniere

### Protezione
- La protezione attiva e passiva è stata aumentata:

1. È stata aggiunta una protezione blindata e dei margini blindati
2. Un moderno sistema NBC per la sovrappressione
3. Un nuovo impianto di filtraggio dell'aria
4. Sono stati montati 6 lanciatori di granate fumogene azionabili elettricamente
5. Il layout della botola è stato mantenuto
6. Delle guide British Blair Catton
7. Un nuovo affusto per la torretta

## Operatori
- Egitto

1. Esercito egiziano - 260 unità con progetti per un'addizionale conversione di 140-160 unità